# Benny Urquidez
Benny Urquidez (Los Angeles, 20 juni 1952), bijgenaamd The Jet, is wereldkampioen kickboksen, vechtkunstchoreograaf en acteur. 

## Biografie
Urquidez werd in Californië geboren als zoon van een worstelaarster en een bokser, en stamt af van Spanjaarden en indianen.
Urquidez is vooral zeer snel in het toepassen van technieken. In een interview vertelt hij, dat hij zich voornamelijk beperkt tot weinig technieken, vooral traptechnieken, die hij zeer accuraat uitvoert. Hij behaalde echter een zwarte band in negen stijlen  (judo, kempo, shotokan, taekwondo, lima lama, white-crane kung fu, jujutsu, aikido, en karate), wat onder meer de controle over een zeer groot aantal technieken inhoudt, en is de oprichter van het Ukidokan Karate.
Urquidez speelt vooral een belangrijke rol in vele martialartsfilms. In de films Wheels on Meals en Dragons Forever vecht hij tegen Jackie Chan en zijn metgezellen. Hij speelt hierin een zeer taaie tegenstander, die bijna niet verslagen kan worden.
In 1993 besloot Urquidez -ongeslagen- zijn titel niet meer te verdedigen. Op dat moment had hij zes wereldkampioenschappen gewonnen, en had hij alle wedstrijden waaraan hij had deelgenomen, gewonnen. Hij wijdde zich vanaf die tijd aan acteren en choreografie, en bleef wel lesgeven in kickboksen en vechtkunstchoreografie. Voor dit laatste heeft hij diverse boeken geschreven en instructievideo's gemaakt.